# باهتك (غوهران)
باهتك (بالفارسية: پاهتک) هي قرية تقع في إيران في قسم غوهران الريفي. يقدر عدد سكانها بـ 503 نسمة بحسب إحصاء 2016.